# Flip i Flap
Flip i Flap, właśc, Laurel and Hardy, również Stan i Ollie – para bohaterów amerykańskich komedii z lat 1919–1951. Laurel i Hardy pojawili się w około 100 filmach krótko i pełnometrażowych, początkowo niemych, a od 1929 także dźwiękowych. Początkowo te same sceny wielokrotnie powtarzano dla różnych wersji językowych, np. francuskiej i niemieckiej. Aktorzy nie mówili w tych językach, korzystali z fonetycznego zapisu swoich kwestii.

## Bohaterowie
Flip, grany przez Brytyjczyka Stana Laurela, był niewysoki i chudy, natomiast Flap, grany przez Amerykanina Olivera Hardy’ego – wysoki i gruby. Większość fabuły komedii z ich udziałem opierała się na gagach, w których niezdarny i roztargniony Stan sprowadzał na siebie i swojego energicznego, lecz niezbyt roztropnego kompana różnorakie kłopoty.
Filmy z udziałem Laurela i Hardy’ego stały się popularne na całym świecie. W wielu językach powstały różne wersje ich imion. W Polsce bohaterów nazywano „Flip i Flap”.
W Harlem w stanie Georgia, rodzinnej miejscowości Olivera Hardy’ego, istnieje muzeum poświęcone parze bohaterów: The Laurel and Hardy Museum. Podobna placówka – The Laurel and Hardy Museum – znajduje się w brytyjskim Ulverston, gdzie urodził się Stan Laurel. Ponadto w 2009 odsłonięto tam rzeźbę z postaciami obu aktorów. Laurel ma także pomnik w miejscowości North Shields, w której mieszkał w latach 1897–1902.

## Filmografia
- 1927: Kacza zupa
- 1927: Bitwa stulecia
- 1933: Flip i Flap: Brat diabła
- 1934: Flip i Flap w krainie cudów

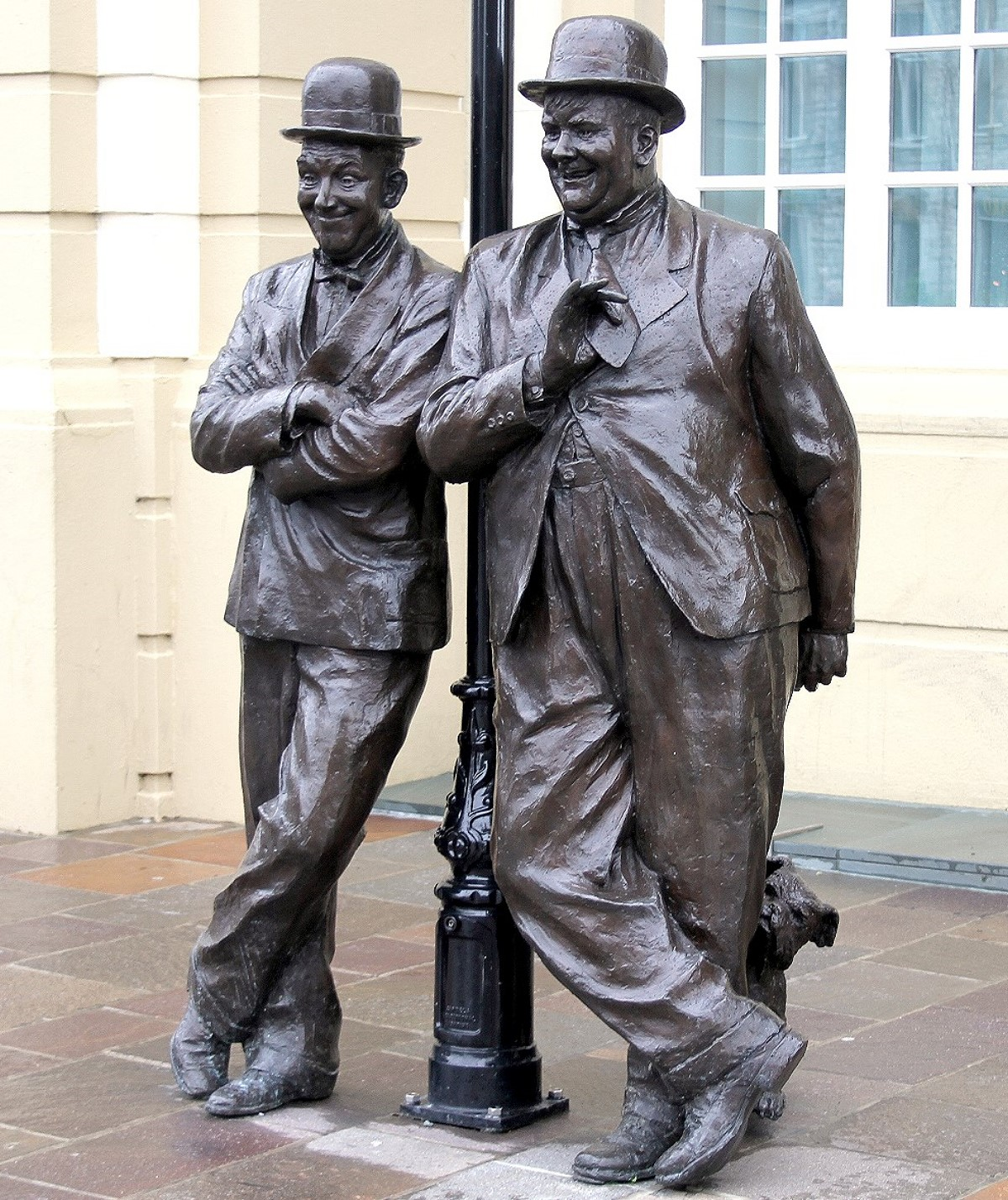
Rzeźba w Ulverston

- 1935: Flip i Flap: Indyjscy piechurzy
- 1936: Cygańskie dziewczę
- 1938: Zakute łby
- 1938: Flip i Flap: Alpejskie osły
- 1939: Flip i Flap w Legii Cudzoziemskiej
- 1942: Flip i Flap: Na polowaniu
- 1943: Oddaj forsę, draniu
- 1943: Flip i Flap: Nauczyciele tańca
- 1943: Flip i Flap: Panikarze
- 1944: Dwaj detektywi
- 1944: Flip i Flap: Wielki zgiełk
- 1945: Flip i Flap: Pogromcy byków
- 1951: Flip i Flap na bezludnej wyspie